# CLARITY (PassCodeのアルバム)
『CLARITY』（クラリティ）は、PassCodeの4枚目のオリジナルアルバムである。2019年4月3日にUSMジャパンより発売された。

## 概要
前作『ZENITH』からおよそ1年8か月ぶりのアルバム。全13曲収録。
当初は3月中に発売の予定だったが、制作期間の延長により4月13日より行われる、PassCode Zepp Tour 2019の約1週間前となる4月3日のリリースとなった。

### タイトルの由来
タイトル『CLARITY』には、これまで築き上げてきた確かな自信を胸に、この作品が照らす未来（光射す道）を、迷いなく突き進んでいく、という意思が込められている。
制作の段階で光に関連するタイトルを考えていたとのこと。その中でどこまでも突き進んでいくと言う意味を込めてメンバーとともに話あって決めたとのこと。

## 収録曲
- #1-#12 作曲:平地孝次
- #13 作詞作曲:津野米咲
- プロデュース：平地孝次

1. PROJECTION（3:27）
  - 作詞；Konnie Aoki・ucio

本作のリード曲。ラップパートはもともと英語で歌う予定だったが印象に残らないとの理由で日本語の歌詞に変更となった。
2. DIVE INTO THE LIGHT（4:01）
楽しい音楽を作ろうと考えて作成されたとのこと。
仮タイトルは「ダンスソング」
3. Ray（3:49）
  - 作詞；Sakiel Kiriya・Konnie Aoki

3rdシングル曲。南は「ZEITHを作った後にこの曲を出したことでPassCodeの幅が広がった」と述べている。
4. 4（4:13）
  - 作詞；ucio・Konnie Aoki

仮タイトルは「No.4」読み方は「フォー」でも「よん」でもどちらでも良いとのこと。
5. Taking you out（3:43）
  - 作詞；Konnie Aoki

4thシングル曲。今田が壁を作って欲しいという思いで平地に作成してもらったとのこと。
6. THE DAY WITH NOTHING（3:50）
  - 作詞；Konnie Aoki

仮タイトルは「チャンクソング」。
高嶋曰く「PassCodeにしては前向きな曲」平地も「18年から19年に掛けて曲を作っていく中で、明るい曲が好きと思えるようになった」と語っている。
7. horoscope（4:25）
  - 作詞；南菜生・法橋昂広

南が初めての作詞を担当した楽曲。大上は仮歌を聞いたときに泣いていたとのこと。
8. It's you（4:38）
  - 作詞；ucio・Konnie Aoki

ライブ音源CD「PassCode 2016-2018 LIVE UNLIMITED」のボーナストラックとして収録されていた楽曲。
南が作詞の案を出したが却下になったとのこと。
9. In the Rain（3:34）
  - 作詞；ucio・Konnie Aoki

平地曰く「大好きな曲」とのこと。
10. TRICKSTER（4:08）
  - 作詞；Konnie Aoki・法橋昂広

3rdシングル『Ray』のカップリング曲。
11. Tonight（3:49）
  - 作詞；Konnie Aoki

4thシングル曲。
12. WILL（3:17）
  - 作詞；ucio・Konnie Aoki

ラストが歌とギターだけになり、平地は「(PassCodeが)鎧を外した状態で終わりたかった」とのこと。
13. 一か八か（2:32）
TBS系ドラマ『賭ケグルイ season2』主題歌。
『賭ケグルイ season1』の主題歌となっているRe:versedの同名曲のカバー曲。PassCodeとしてカバー曲が収録されるのは初めて。
ボーナストラックとしての位置付けだが、阿刀”DA”大志は「これが最後に来ることで引き締まって終われている」と述べている。